# Otari
Otari (小谷村 Otari-mura?) es una villa en la prefectura de Nagano, Japón, localizada en la parte centro-oeste de la isla de Honshū, en la región de Chūbu. El 1 de marzo de 2021 tenía una población estimada de 2592 habitantes y una densidad de población de 10 personas por km².

## Geografía
Otari se encuentra en la parte montañosa del noroeste de la prefectura de Nagano, bordeada por la prefectura de Niigata al norte y al oeste. Gran parte de la villa se encuentra dentro de los límites del parque nacional Chūbu-Sangaku o del parque nacional Myōkō-Togakushi Renzan.

## Historia
El área de Otari actual era parte de la antigua provincia de Shinano y parte del territorio controlado por el dominio Matsumoto bajo el shogunato Tokugawa en el período Edo. La villa moderna de Otari se estableció el 1 de abril de 1954 por la fusión de las aldeas de Minami-Otari, Kita-Otari y Nakatsuchi.

## Demografía
Según los datos del censo japonés, la población de Otari ha disminuido considerablemente en los últimos 60 años.
| Gráfica de evolución demográfica de Otari entre 1940 y 2015 |
|                                                             |
| Oficina de Estadísticas de Japón                            |